# Somapura Mahavihara
Somapura Mahavihara (bengalí: সোমপুর মহাবিহার Shompur Môhabihar) a Harpur, Badalgachhi upazila, Naogaon, Bangladesh, és una de les Vihāra budistes més conegudes al subcontinent indi i és un dels jaciments arqueològics més importants del país. Va ser designat Patrimoni de la Humanitat de la UNESCO el 1985.